# Герман Сакеларидис
Герман (на гръцки: Γερμανός, Германос) е гръцки духовник, митрополит на Вселенската патриаршия и деец на гръцката въоръжена пропаганда в Македония.

## Биография
Роден е със светско име Георгиос Сакеларидис (Γεώργιος Σακελλαρίδης) в 1875 година в никомидийското село Арванитохори (Арнауткьой), тогава в Османската империя, днес Турция. Получава начално образование в Цариград. В 1898 година завършва с отличие Халкинската семинария. Служи като архидякон в Никомидийската митрополия и от 1902 година като протосингел в Ираклийската. В 1903 година християнското население на Чорленско иска с меморандум възстановяване на закритата им епархия. Синодът на Патриаршията го отхвърля и вместо това решава да изпрати там викарен епископ на Ираклийската митрополия. На 17 юли 1903 година Герман е избран за назиански епископ, викарий на митрополит Григорий Ираклийски. На 15 август е ръкоположен в Родосто от митрополит Григорий Ираклийски в съслужение с епископите Йоаким Метрески и Атирски и Филотей Хариуполски.
На 23 май 1906 година е избран за преспански и охридски митрополит със седалище в Крушево. На 16 юли 1909 година е прехвърлен на катедрата в Правища. Герман съдейства на гръцката въоръжена пропаганда в Македония, поддържайки също така връзки с Йон Драгумис.
По време на Първата световна война Герман е арестуван като шпионин от български войници през февруари 1917 година и е обесен на 6 юли същата година на едно дърво край село Берекетли. На 12 май 1919 година е погребан в двора на църквата „Свети Николай“ срещу апсидата, а в 1920 година е издигнат негов бюст.